# Luis Ávalos
Luis Ávalos (2 de setembro de 1946 – 22 de janeiro de 2014) foi um ator cubano. Ele fez várias aparições no cinema e na televisão, principalmente no programa infantil de televisão de 1971-1977, The Electric Company.

## Primeiros anos
Depois de nascer em Havana, Cuba, Ávalos veio para os Estados Unidos com sua família quando era criança. Ele se formou em teatro pela New York University.

## Carreira
Ávalos atuou no Lincoln Center Repertory Theatre. Seus créditos na Broadway incluem Narrow Road to the Deep North (1972), The Good Woman of Setzuan (1970), Beggar on Horseback (1970) e Camino Real (1970).
Ávalos também estrelou como Jesse Rodriguez na curta comédia de situação Condo com McLean Stevenson, e como Dr. Tomas Esquivel na curta comédia de situação E / R com Elliott Gould e Mary McDonnell.
  Ele interpretou Dr. Sanchez em Highcliffe Manor na NBC em 1979
  e Crecencio Salos em Ned Blessing: The True Story of My Life na CBS em 1993.
  Além disso, ele estrelou como Stavi na comédia The Ringer com Johnny Knoxville.
Em 2000, ele fundou a Americas Theatre Arts Foundation em Los Angeles para apoiar produções dramáticas inspiradas na América Latina.

## Morte
Avalos morreu em 22 de janeiro de 2014, de insuficiência cardíaca, após um ataque cardíaco. Ele foi enterrado no Forest Lawn Memorial Park (Hollywood Hills) em Los Angeles em Burbank.

## Filmografia
| Filme | Filme                                | Filme                 | Filme                  |
| Ano   | Título                               | Função                | Notas                  |
| ----- | ------------------------------------ | --------------------- | ---------------------- |
| 1973  | Badge 373                            | Chico                 |                        |
| 1979  | Hot Stuff                            | Ramon                 |                        |
| 1980  | The Hunter                           | Jogador de pôquer # 3 |                        |
| 1980  | Sunday Lovers                        |                       | (segmento "Skippy")    |
| 1980  | Stir Crazy                           | Chico                 |                        |
| 1982  | Love Child                           | Tony                  |                        |
| 1986  | Ghost Fever                          | Benny                 |                        |
| 1989  | Criminal Act                         | Coroner               |                        |
| 1991  | Fires Within                         | Victor Hernandez      |                        |
| 1991  | The Butcher's Wife                   | Luis                  |                        |
| 1995  | Lone Justice 2                       | Crecencio             |                        |
| 1996  | Lone Justice: Showdown at Plum Creek | Crecencio             |                        |
| 1997  | Jungle 2 Jungle                      | Abe                   |                        |
| 1999  | Love Stinks                          | Juiz                  |                        |
| 2002  | Wishcraft                            | Prefeito Phelan       |                        |
| 2003  | Hollywood Homicide                   | Det. Willie Palmero   |                        |
| 2005  | The Ringer                           | Stavi                 |                        |
| 2008  | Five Dollars a Day                   | Martinez              | (papel final no filme) |